# Иванов, Виктор Евгеньевич
Виктор Евгеньевич Иванов (22 ноября 1908 — 24 декабря 1980) — советский физик-экспериментатор, специалист в области вакуумной металлофизики и вакуумной металлургии. Член-корреспондент АН СССР (1964), академик АН УССР (1967), лауреат Государственной премии СССР (1972), преподаватель.

## Биография
Родился в селе Старая Майна (ныне Ульяновской области).
- 1942 Окончил Ашхабадский педагогический институт.
- 1945 Окончил Одесский гидрометеорологический институт.
- С 1947 Работал в Харьковском физико-техническом институте (с 1965 — директор)
- С 1962 Профессор Харьковского университета.

## Научная деятельность
Развил новое направление вакуумной обработки металлов и сплавов, позволившее достичь прогресса в решении ряда научных и технологических задач по созданию высокочистых металлов (в частности, бериллия) и новых жаропрочных и жаростойких материалов, применяемых в атомной энергетике, электронике и новой технике. Разработал методы получения и вакуумной обработки сверхчистых металлов. Совместно с К. Д. Синельниковым построил первые вакуумные прокатные станы и заложил физические основы вакуумной металлургии (1952—1953). Предложил методы получения новых жаропрочных высокотемпературных материалов, ряд жаропрочных и антикоррозийных высокотемпературных покрытий. Руководил разработкой новых типов тепловыделяющих элементов ядерных реакторов.

## Публикации
- Чистые и сверхчистые металлы / В. Е. Иванов, И. И. Папиров, Г. Ф. Тихинский, В. М. Амоненко. — М., Металлургия, 1965.